# Hermann Julius Oberth
Hermann Julius Oberth (Hermannstadt, actual Sibiu, Romania, 25 de juny del 1894 – Nuremberg, Alemanya, 28 de desembre del 1989) fou un físic alemany i un dels pares fundadors de l'astronàutica i els coets espacials.
Oberth ha sigut considerat, juntament amb el rus Konstantín Tsiolkovski i l'estatunidenc Robert Goddard, un dels tres pares de l'astronàutica. Tanmateix, els tres mai no foren col·laboradors actius, sinó que els seus assoliments es produïren de manera independent.

## Joventut i educació
Oberth nasqué a la ciutat transilvana de Sibiu a l'actual Romania, tot i que en aquell temps formava part de l'imperi austrohongarès i la ciutat es deia Hermannstadt en alemany i Nagyszeben en hongarès.
Segons el seu propi relat i el d'altres, al voltant dels 11 anys Oberth començà a fascinar-se pel camp de l'exploració espacial, marcant-lo principalment els escrits de Juli Verne, en especial De la Terra a la Lluna, que rellegí fins a arribar a memoritzar-lo. Influenciat per les idees i llibres de Verne, Oberth construí el seu primer coet en miniatura com a estudiant escolar als 14 anys. En els seus primers experiments, arribà independentment a la idea d'un coet multitram, però mancava, en aquell moment, dels recursos necessaris per desenvolupar aquest concepte més enllà de la teoria.
El 1912, Oberth començà a estudiar medicina a Múnic, participant després a la Primera Guerra Mundial com a metge militar. Més tard, Oberth comentaria que el més important que pogué aprendre d'aquella experiència és que no desitjava continuar com a metge. Després de la guerra, romangué a Alemanya (la seva ciutat natal formava part de Romania) i reprengué els seus estudis universitaris, però en aquell moment estudiant física.

## Primers treballs
El 1922, la seva tesi doctoral sobre la ciència espacial fou rebutjada per "utòpica". Publicà privadament el seu treball de 92 pàgines amb el títol Die Rakete zu de Planetenräumen (Els coets cap a l'espai interplanetari). El 1929 Oberth ampliaria aquest treball a un total de 429 pàgines titulat Wege zur Raumschiffahrt (Camins del vol espacial).
Oberth comentà més tard que prengué l'opció de no escriure una altra tesi doctoral: "Em vaig abstenir d'escriure'n una altra, pensant: No importa, demostraré que puc ser un científic més gran que alguns de vostès, fins i tot sense el títol de Doctor." Oberth criticà el sistema d'educació alemany, dient "el nostre sistema educatiu és com un automòbil que té grans llums posteriors, il·luminant brillantment el passat. Però per mirar les coses davanteres són amb prou feines distingibles."
Formà part d'un grup d'afeccionats del coet, Verein für Raumschiffahrt (Societat del vol espacial), que havien pres el seu llibre com a inspiració, i actuava com a mentor pels entusiastes que havia creat.
El 1928 i 1929 Oberth treballà a Berlín com a assistent científic en la primera pel·lícula amb escenes en l'espai, Frau im Mond (La dona a la Lluna), dirigida per Fritz Lang. La pel·lícula tingué un valor enorme en popularitzar la idea de l'astronàutica. Oberth perdé la visió a l'ull esquerre en un experiment per la pel·lícula.
A la tardor del 1929, Oberth llançà el seu primer coet de combustible líquid, anomenat Kegeldüse. Fou ajudat per aquest experiment pels seus alumnes de la Universitat Tècnica de Berlín; un d'ells era Wernher von Braun, el qual dirigiria més endavant el projecte militar de desenvolupar el coet denominat oficialment com A4, però més conegut com a V-2. Tot i que Oberth no tingué un paper directe en aquell projecte, moltes de les seves idees i invents hi foren inclosos.
El 1938 la família d'Oberth deixà Sibiu. Oberth es traslladà primer a la Technische Hochschule de Viena, després a la Technische Hochschule de Dresden, abans de començar una tasca amb Von Braun a Peenemünde pel projecte del V-2. Tanmateix, deixà aviat el projecte per treballar en coets antiaeris de combustible sòlid al complex WASAG, prop de Wittenberg.
En finalitzar la Segona Guerra Mundial, la família d'Oberth es traslladà a Feucht, prop de Nuremberg. Oberth anà a Suïssa el 1948, on treballà com a consultor independent i escriptor.

## Treballs posteriors

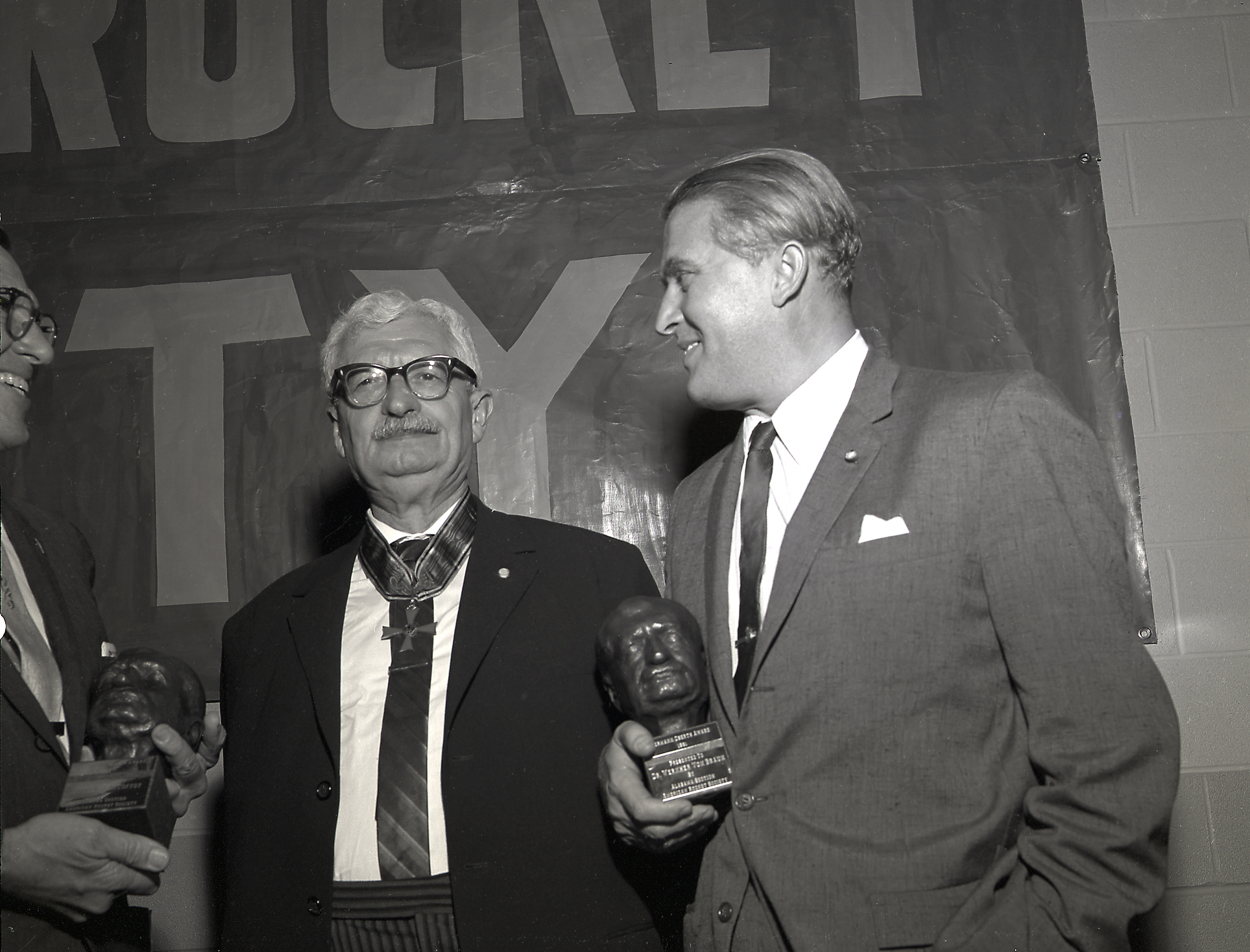
Oberth amb Von Braun el 1961.

El 1950 es traslladà a Itàlia on, per la marina italiana, acabà el treball que havia començat a WASAG. El 1953 tornà a Feucht per publicar el seu llibre Menschen im Weltraum (Homes a l'espai), en el que descrivia les seves idees per un telescopi reflector espacial, una estació espacial, una nau espacial elèctrica i vestits espacials. En aquesta dècada Oberth expressà les seves opinions sobre els ovnis, donant suport a la hipòtesi dels extraterrestres. Arxivat 2005-11-19 a Wayback Machine.
Finalment Oberth treballà pel seu antic alumne Von Braun, desenvolupant coets espacials a Alabama. Entre altres coses, Oberth estigué implicat en escriure un estudi, The Development of Space Technology in the Next Ten Years (El desenvolupament de la tecnologia espacial en els pròxims deu anys). El 1958 tornà a Feucht, on publicà les seves idees d'un vehicle d'exploració lunar, una «catapulta lunar», i sobre helicòpters i avions silenciosos.
El 1960 tornà als Estats Units, on treballà a Convair, com a consultor tècnic del coet Atlas. El 1962 es retirà als 68 anys. La crisi del petroli del 1973 li serví d'inspiració per buscar fonts d'energia alternativa, incloent-hi un projecte per una estació elèctrica eòlica. Tanmateix, el seu interès principal després de jubilar-se fou en qüestions filosòfiques més abstractes, en llibres com Primer For Those Who Would Govern.

## Mort i llegat
Oberth morí el 28 de desembre del 1989 a Feucht. Es casà quan tenia 35 anys amb Tilli Hummel, amb qui tingué quatre fills; un fill moriria al front a la Segona Guerra Mundial i una filla, que també moriria durant la guerra, en l'explosió d'una planta d'oxigen líquid a l'agost del 1944.
A la ciutat de Feucht s'ha creat el Museu de l'Espai Hermann Oberth i la Societat Hermann Oberth, que reuneix científics, investigadors i astronautes per continuar el seu treball en l'astronàutica i l'exploració espacial.
L'efecte Oberth, en què un motor de coet que viatja a gran velocitat genera més energia útil que un que viatja a velocitat baixa, porta el seu nom.
A la pel·lícula Star Trek 3: A la recerca de Spock apareix una nau de classe Oberth en honor seu. Aquesta classe fou també utilitzada en diversos episodis de Star Trek: La nova generació. Existeix un cràter lunar amb el seu nom, Oberth.